# 有害廃棄物
有害廃棄物（ゆうがいはいきぶつ、英: hazardous waste）は、バーゼル条約で規制の対象とされる有害な特性を有する廃棄物、または各国の国内法で定義される有害な特性を有する廃棄物。

## 概要
化学物質の有害性に関する影響には、人の健康への影響、生活環境（動植物を含む）への影響、地球環境への影響などがある。アメリカでは1978年に有害化学物質を含む廃棄物の不法投棄が問題になったラブキャナル事件を契機に1980年に包括的環境対処補償責任法（スーパーファンド法）が制定された。また、イタリアでは1976年に化学工場から2.4.5トリクロロフェノールが放出される事故（セベソ事件）が起きたが、それに関連する廃棄物が北フランスで発見され有害廃棄物の国家間移動が問題になった。特に1970年代からは先進国から発展途上国に廃棄物が越境移動して環境汚染を起こす問題がしばしば発生したため、1992年にそれを規制するバーゼル条約及びOECD理事会決定が採択された。

## バーゼル条約

### 歴史
1992年、有害廃棄物の越境を規制する国際的な枠組みとして、国連環境計画（UNEP）と経済協力開発機構（OECD）で「有害廃棄物の国境を越える移動及びその処分の規制に関するバーゼル条約」と「回収作業が行われる廃棄物の越境移動の規制に関するOECD理事会決定」が採択された。
なお、バーゼル条約とOECD理事会決定では、規制対象物（有害廃棄物）の範囲や輸出入の手続に若干違いがある。

### 規制対象物
バーゼル条約やOECD理事会決定では、有害な特性を有する廃棄物を規制対象物としている。
廃棄物の定義については、最終処分、リサイクル等のバーゼル条約附属書IVで定める処分作業がされるものをいう。
有害な特性については、次のいずれかに該当するものをいう。
1. 特定の排出経路から排出された廃棄物又は有害物質を含む廃棄物であって、有害な特性を有するもの（バーゼル条約第1条1(a)）
  - バーゼル条約附属書Iで規制する廃棄物の分類（排出経路リストと有害物質リスト）、バーゼル条約附属書IIIで有害特性リストが定められており、その両方に該当するものが規制対象となる[3]。
  - バーゼル条約第1条1(a)に該当するか否か明確にするためのリストとして、原則対象のもののリストであるバーゼル条約附属書VIIIと原則対象外のもののリストであるバーゼル条約附属書IXが作成されている[3]。
2. 家庭系廃棄物（バーゼル条約附属書II）に掲げる廃棄物
3. 締約国の国内法令により有害であるとされている廃棄物（バーゼル条約事務局に通報されたもの）

バーゼル条約附属書IIIの有害特性リストは次の項目からなる。
- H1 爆発性
- H3 引火性の液体
- H4.1 可燃性の固体
- H4.2 自然発火しやすいもの
- H4.3 水と作用して引火性のガスを発生するもの
- H5.1 酸化性
- H5.2 有機過酸化物
- H6.1 急性毒性
- H6.2 感染性
- H8 腐食性
- H10 空気又は水と作用することによる毒性ガスの発生
- H11 慢性毒性、遅延性毒性
- H12 生態毒性
- H13 処分後上記の特性を有する浸出液等を生成するもの

## 各国の規制

### アメリカ合衆国
連邦法の資源保護回復法（Resource Conservation and Recovery Act/ RCRA）は、廃棄物をまず有害廃棄物（hazardous waste）と非有害廃棄物（non-hazardous waste）に大別している。
資源保護回復法で有害廃棄物は「その量、濃度あるいは物理的、化学的又は感染症的性質により（A）死亡率の増加あるいは回復不可能な重度の病気又は回復はしても機能の一部が失われてしまうような病気の増加に重要な要因を与える、もしくは、（B）適正でない処理、保管、搬送又は処分などにより現在もしくは将来にわたり危険をもたらすことになる、廃棄物又は廃棄物の混合物のことをいう。」と定義されている。
なお、アメリカ合衆国は国際条約のバーゼル条約については締約国ではないが、リサイクル目的の場合に限り、OECD理事会決定に従って輸出入を行うことができる。

### 日本
日本の廃棄物の処理及び清掃に関する法律（廃棄物処理法）は廃棄物をまず一般廃棄物と産業廃棄物に大別する。人の健康又は生活環境に被害を生じるおそれのある性状をもつ廃棄物のうち、一般廃棄物に属するものは「特別管理一般廃棄物」、産業廃棄物に属するものは「特別管理産業廃棄物」として特別な基準で処理される。
なお、日本ではバーゼル条約及びOECD理事会決定の履行のための国内法として、特定有害廃棄物等の輸出入等の規制に関する法律（バーゼル法）が制定されているが、バーゼル法の規制対象物と廃棄物処理法の規制対象物では範囲に違いがある。